# アンソニーヴァンダイク
アンソニーヴァンダイク（Anthony Van Dyck） は、アイルランド生産・調教の競走馬である。主な勝ち鞍は2019年の英ダービー。

## 生い立ち
アンソニーヴァンダイクは2016年5月19日、クールモアスタッド系列の牧場であるシェルストン&ワイナット・オープンデールで産まれる。成長後、他のクールモア生産馬とともにエイダン・オブライエンのバリードイル調教場に送られて調教が施されることとなった。

## 戦績

### 2歳時（2018年）
7月1日、カラ競馬場での芝7ハロンの未勝利戦でドナカ・オブライエンを鞍上にデビューするも、クルートの7着に終わる。二週間後の7月15日のキラーニー競馬場での未勝利戦で再びドナカ・オブライエンを背に出走し、初勝利を挙げた。中1週でレパーズタウン競馬場のGIIIタイロスステークスにオブライエン厩舎の主戦ライアン・ムーア騎乗で出走、2番手から抜け出しボールドアプローチに1馬身4分の3の着差をつけて重賞初勝利を挙げた。タイロスステークスでのレースぶりについてエイダン・オブライエンは、「キラーニーでのレースぶりを見るにマイル以上が守備範囲と思っていたが、今日の結果を踏まえると7ハロン戦も十分対応可能できる賢い馬だ」と感想を述べた。
1か月後の8月26日、カラ競馬場のGIIフューチュリティステークスに再びムーア騎乗で圧倒的1番人気に支持されて出走し、クリスマスに半馬身差をつけて重賞連勝を達成。エイダン・オブライエンもマイルから中距離向きの馬と見立てるようになる。その後はヴィンセントオブライエンナショナルステークスおよびデューハーストステークスと2歳GIを連戦するが、前者ははゴドルフィン所有のクオルトの2着、後者は素質馬トゥーダーンホットの3着に終わる。その後、2歳戦の締めくくりとしてチャーチルダウンズ競馬場でのブリーダーズカップ・ジュヴェナイルターフに1番人気で出走したが、ラインオブデューティーの9着と惨敗して2歳戦を終えた。
　

### 3歳時（2019年）
3歳時は5月11日のリングフィールド競馬場でのリステッド競走ダービートライアルステークスから始動し、2着パブロエスコバルに2馬身4分の1差をつけて1番人気に応えて3歳初戦を飾った。240回目を迎える英ダービーに、エイダン・オブライエン厩舎からの3本目の矢として向かうこととなる。
2019年6月1日のダービー当日はエイダン・オブライエン厩舎のセカンドジョッキーであるシーミー・ヘファーナンを鞍上に迎え、チェスターヴェースを8馬身差で圧勝したサードラゴネット、デリンズタウンスタッドアイリッシュダービートライアルステークス勝ち馬のブルーム、前走のダンテステークスでトゥーダーンホットをねじ伏せて追加登録の上で出走してきたジョン・ゴスデン厩舎のテレキャスターに次ぐ4番人気の支持を得る。エイダン・オブライエン厩舎自体も他にジャパン、ノルウェー、サーカスマキシマスおよびソヴリンの4頭を加えて出走馬13頭中過半数を超える7頭出しとなった。
レースでは中団馬群の後ろから進み、最後の直線半ばに達するや否やインコースを突き、サードラゴネット、ブルーム、ジャパンにプレンダガスト厩舎のマドムーンが繰り広げる2着争いの大接戦をしり目にインコースから抜け出してマドムーンに半馬身差をつけて優勝した。46歳のヘファーナンは12回目の英ダービー挑戦で初優勝、エイダン・オブライエンは史上最多タイ記録の英ダービー7勝目を挙げた。ヘファーナンは「それは時間の問題だった。エイダンの馬に乗るときは自信があるし、その馬が本命だろうが大穴だろうが関係ない。いつだってチャンスがあった。」と感謝の言葉を述べた。続く愛ダービーではムーア騎乗で父ガリレオに続く英愛ダービー二冠を目指したものの、ペースメーカーであったソヴリンの大逃げを捕まえることが出来ず2着に敗れる。7月27日のキングジョージ6世&クイーンエリザベスステークスでは、これも父ガリレオ以来となる英ダービーとキングジョージの同一年度での制覇を目指したが、エネイブルの10着と大敗した。

### 4歳時（2020年）
シーズン後半にはオーストラリア遠征を敢行、10月17日にG1コーフィールドカップに出走して2着となった。続いて11月3日、フレミントン競馬場で行われたメルボルンカップに出走。レースでは中団辺りを追走し、最後の直線に入ってから前を捉えにいこうとしたところで故障を発生。左前脚の球節を骨折しており予後不良となった。

## 競走成績
以下の内容は、Racing Post、Sky Sports Horse Racing、TimeformおよびIrishracingの情報に基づく。
| 出走日     | 競馬場             | 競走名                              | 格 | 距離（馬場）  | 頭数 | 枠番 | 馬番 | 着順 | 騎手           | 斤量（st.）(lb./kg換算） | タイム  | 着差           | 1着（2着）馬       | 出典   |
| ---------- | ------------------ | ----------------------------------- | -- | ------------- | ---- | ---- | ---- | ---- | -------------- | ------------------------ | ------- | -------------- | ------------------ | ------ |
| 2018.07.01 | カラ               | 未勝利                              |    | 芝7f (GF)     | 10   | 6    | 1    | 7着  | D.オブライエン | 9-5（131/59.5）          |         | （4 3/4馬身）  | Klute              | [ 3 ]  |
| 0000.07.15 | キラーニー         | 未勝利                              |    | 芝8f (Gd)     | 9    | 8    | 2    | 1着  | D.オブライエン | 9-5（131/59.5）          | 1:43.25 | 8馬身          | （Yonkers)         | [ 4 ]  |
| 0000.07.26 | レパーズタウン     | タイロスS                           | G3 | 芝7f (GF)     | 5    | 3    | 1    | 1着  | R.ムーア       | 9-3（129/58.5）          | 1:31.11 | 4 3/4馬身      | （Bold Approach）  | [ 5 ]  |
| 0000.08.26 | カラ               | フューチュリティS                   | G2 | 芝7f (Y)      | 6    | 3    | 1    | 1着  | R.ムーア       | 9-3（129/58.5）          | 1:24.37 | 1/2馬身        | （Christmas）      | [ 8 ]  |
| 0000.09.16 | カラ               | ヴィンセントオブライエンナショナルS | G1 | 芝7f (Gd/Y)   | 7    | 5    | 1    | 2着  | R.ムーア       | 9-3（129/58.5）          |         | （1 1/2馬身）  | Quotro             | [ 29 ] |
| 0000.10.13 | ニューマーケット   | デューハーストS                     | G1 | 芝7f (GF)     | 7    | 3    | 2    | 3着  | D.オブライエン | 9-1（127/57.5）          |         | （1/2馬身）    | Too Darn Hot       | [ 30 ] |
| 0000.11.02 | チャーチルダウンズ | BCジュヴェナイルターフ              | G1 | 芝8f (Y)      | 14   | 14   | 14   | 9着  | R.ムーア       | 8-10（122/55.5）         |         | （6 3/4馬身）  | Line of Duty       | [ 31 ] |
| 2019.05.11 | リングフィールド   | ダービートライアルS                 | L  | 芝11.6f (Sft) | 10   | 4    | 1    | 1着  | R.ムーア       | 9（126/57）              | 2:31.27 | 2 1/4馬身      | （Pablo Escobarr） | [ 32 ] |
| 0000.06.01 | エプソム           | 英ダービー                          | G1 | 芝12f6y (GF)  | 13   | 7    | 1    | 1着  | J.ヘファーナン | 9（126/57）              | 2:33:38 | 1/2馬身        | （Madhmoon）       | [ 33 ] |
| 0000.06.29 | カラ               | 愛ダービー                          | G1 | 芝12f (Gd)    | 8    | 4    | 1    | 2着  | R.ムーア       | 9（126/57）              |         | （6馬身）      | Sovereign          | [ 34 ] |
| 0000.07.27 | アスコット         | KGVI&QES                            | G1 | 芝12f (GS)    | 11   | 7    | 10   | 10着 | R.ムーア       | 8-10（122/55.5）         |         | （39馬身）     | Enable             | [ 35 ] |
| 0000.09.14 | レパーズタウン     | 愛チャンピオンS                     | G1 | 芝1m2f (Gd)   | 8    | 2    | 6    | 3着  | W.ローダン     | 9-0（126/57）            |         | （2 1/2馬身）  | Magical            | [ 36 ] |
| 0000.11.02 | サンタアニタ       | BCターフ                            | G1 | 芝1m4f (Fm)   | 12   |      |      | 3着  | R.ムーア       | 8-10（122/55.5）         |         | （1 1/2馬身）  | Bricks and Mortar  | [ 37 ] |
| 0000.12.08 | 沙田               | 香港ヴァーズ                        | G1 | 芝1m4f (Gd)   | 14   | 12   | 13   | 12着 | R.ムーア       | 8-9（121/54.8）          |         | （14 1/2馬身） | Glory Vase         | [ 38 ] |
| 2020.06.05 | ニューマーケット   | コロネーションC                     | G1 | 芝1m4f (GF)   | 7    | 6    | 2    | 2着  | R.ムーア       | 9-1（127/57.5）          |         | （2 1/2馬身）  | Ghaiyyath          | [ 39 ] |
| 0000.06.19 | アスコット         | ハードウィックS                     | G2 | 芝1m4f (Sft)  | 9    | 6    | 2    | 5着  | R.ムーア       | 9-1（127/57.6）          |         | （5馬身）      | Fanny Logan        | [ 40 ] |
| 0000.09.13 | ロンシャン         | フォワ賞                            | G2 | 芝1m4f (Gd)   | 6    |      |      | 1着  | M.バルザローナ | 9-3（129/58.5）          | 2:33.27 | クビ           | (Stradivarius)     | [ 41 ] |
| 0000.10.17 | コーフィールド     | コーフィールドC                     | G1 | 芝1m4f (GS)   | 18   |      |      | 2着  | H.ボウマン     | 9-3（129/58.5）          |         | （アタマ）     | Verry Elleegant    | [ 42 ] |
| 0000.11.03 | フレミントン       | メルボルンC                         | G1 | 芝2m (GS)     | 23   |      |      | 中止 | H.ボウマン     | 9-3（129/58.5）          | 3:17.34 |                | Twilight Payment   | [ 43 ] |

- 馬場状態： Fm=Firm, GF=Good to Firm, Gd=Good, GS=Good to Soft, Y=Yielding, YSft=Yielding to Soft, Sft=Soft, Hy=Heavy
- 着差：dht=dead heat（同着）, nse=nose（ハナ）, shd=short head（短頭）, hd=head（アタマ）, nk=neck（クビ）, l=length（馬身）, dist=distance（大差）
- 馬場状態、着差、斤量の見方はJRA公式[44]を参考

## 血統表
| アンソニーヴァンダイクの血統   | アンソニーヴァンダイクの血統           | アンソニーヴァンダイクの血統           | （血統表の出典）                       | （血統表の出典） |
| 父系                           | サドラーズウェルズ系                   | サドラーズウェルズ系                   | サドラーズウェルズ系                   |                  |
| 父 Galileo 1998 鹿毛           | 父の父Sadler's Wells 1981 鹿毛         | Northern Dancer                        | Nearctic                               | Nearctic         |
| 父 Galileo 1998 鹿毛           | 父の父Sadler's Wells 1981 鹿毛         | Northern Dancer                        | Natalma                                |                  |
| 父 Galileo 1998 鹿毛           | 父の父Sadler's Wells 1981 鹿毛         | Fairy Bridge                           | Bold Reason                            | Bold Reason      |
| 父 Galileo 1998 鹿毛           | 父の父Sadler's Wells 1981 鹿毛         | Fairy Bridge                           | Special                                |                  |
| 父 Galileo 1998 鹿毛           | 父の母Urban Sea 1989 栗毛              | Miswaki                                | Mr. Prospector                         | Mr. Prospector   |
| 父 Galileo 1998 鹿毛           | 父の母Urban Sea 1989 栗毛              | Miswaki                                | Hopespringseternal                     |                  |
| 父 Galileo 1998 鹿毛           | 父の母Urban Sea 1989 栗毛              | Allegretta                             | Lombard                                | Lombard          |
| 父 Galileo 1998 鹿毛           | 父の母Urban Sea 1989 栗毛              | Allegretta                             | Anatevka                               |                  |
| 母 Believe'N'Succeed 2005 鹿毛 | 母の父Exceed and Excel 2000 鹿毛       | Danehill                               | Danzig                                 | Danzig           |
| 母 Believe'N'Succeed 2005 鹿毛 | 母の父Exceed and Excel 2000 鹿毛       | Danehill                               | Razyana                                |                  |
| 母 Believe'N'Succeed 2005 鹿毛 | 母の父Exceed and Excel 2000 鹿毛       | Patrona                                | Lomond                                 | Lomond           |
| 母 Believe'N'Succeed 2005 鹿毛 | 母の父Exceed and Excel 2000 鹿毛       | Patrona                                | Pasadoble                              |                  |
| 母 Believe'N'Succeed 2005 鹿毛 | 母の母Arctic Drift 2000 黒鹿毛         | Gone West                              | Mr. Prospector                         | Mr. Prospector   |
| 母 Believe'N'Succeed 2005 鹿毛 | 母の母Arctic Drift 2000 黒鹿毛         | Gone West                              | Secrettame                             |                  |
| 母 Believe'N'Succeed 2005 鹿毛 | 母の母Arctic Drift 2000 黒鹿毛         | November Snow                          | Storm Cat                              | Storm Cat        |
| 母 Believe'N'Succeed 2005 鹿毛 | 母の母Arctic Drift 2000 黒鹿毛         | November Snow                          | Princess Alydar                        |                  |
| 母系(F-No.)                    | 16号族(FN:16-c)                        | 16号族(FN:16-c)                        | 16号族(FN:16-c)                        | [ § 2 ]          |
| 5代内の近親交配                | Northern Dancer3×5×5、Mr.Prospector4×4 | Northern Dancer3×5×5、Mr.Prospector4×4 | Northern Dancer3×5×5、Mr.Prospector4×4 | [ § 3 ]          |
| 出典                           | 1. 2. 3.                               | 1. 2. 3.                               | 1. 2. 3.                               | 1. 2. 3.         |

- 半兄に2014年のレイルウェイステークスを制したバウンディングがいる[6]。